# Beata z Sens
Beata z Sens (zm. 273; niektóre źródła podają 277) – męczennica za czasów Aureliana (zm. 275), święta katolicka.
Beata urodziła się w Hiszpanii. Podczas prześladowań chrześcijan opuściła kraj i udała się do Sens w Galii (obecnie departament Yonne), która nie była przyjazna chrześcijanom. 
Tu również były prześladowania i Beata wkrótce poniosła śmierć męczeńską za wiarę. Razem z nią śmierć ponieśli Sankcjan i Augustyn. Znajdujące się w archidiecezji Sens-Auxerre spisane ich dzieje pod koniec VIII lub na początku IX wieku mówią, że cała trójka była towarzyszami świętej Kolumby pochodzącej również z Hiszpanii. W historii diecezji wspominani są również z tego okresu inni Hiszpanie: Feliks i Aubert. 
Beatę pochowano za miastem, a w miejscu pochówku wzniesiono kaplicę nagrobną, którą w 731 zniszczyli Saraceni. W miejsce zniszczonej kaplicy wybudowano nową. Tę z kolei zniszczyli Normanowie (niektóre źródła podają, że był to kościół). W 877 roku ówczesny biskup Sens Anségise przeniósł jej relikwie do miasta i z tego okresu pochodzi Passio zawierające miejscowe tradycje i trudną do oddzielenia inwencję hagiografa. Relikwie spoczęły w kościele St-Pierre-le-Vif. 
Jej wspomnienie liturgiczne obchodzone jest 6 września.
Nie należy mylić jej z inną św. Beatą, występującą w Martyrologium Rzymskim od 1584 jako Benedykta (dep. Yonne), wspominaną 29 czerwca, która była prawdopodobnie matką Sydroniusza, męczennika z Sens (męczeństwo Sydroniusza jest jednak wątpliwe). Pochowana została w Avrolles.